# Telep
Telep (en serbe cyrillique : Телеп) est un quartier de Novi Sad, la capitale de la province autonome de Voïvodine, en Serbie.

## Localisation

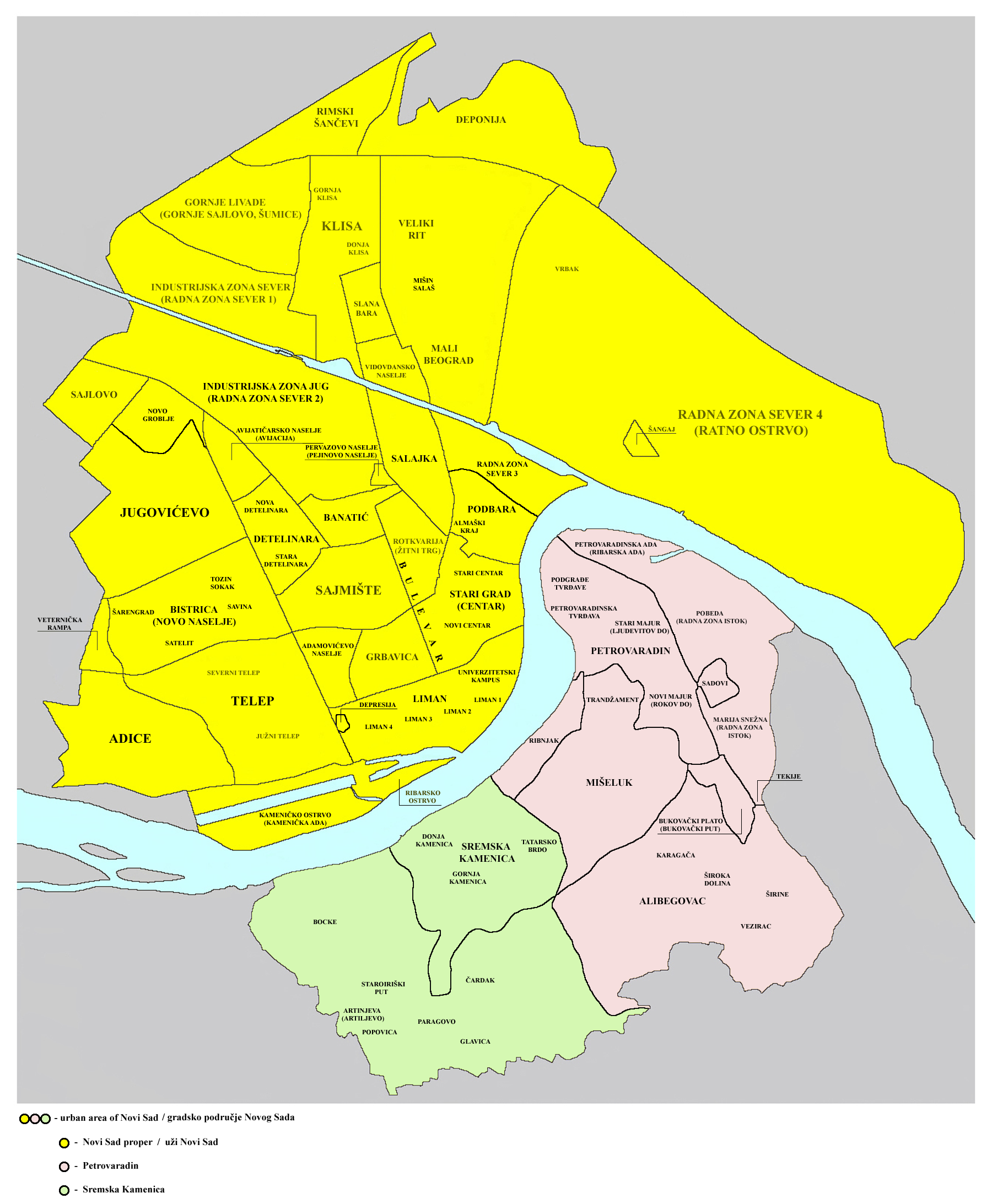
Plan de la zone urbaine de Novi Sad

Telep est situé dans la partie ouest de la ville. Au nord, le quartier est délimité par le Futoški put (la « route de Futog ») et par le Novosadski put (la « route de Novi Sad »), à l'ouest par la rue Šumska, au sud par la rue Podunavska et à l'est par les rues Ribarsko ostrvo (Ribarsko ostrvo Street) et Sima Matavulja et par le Bulevar Evrope (le « boulevard de l'Europe »), également connu sous le nom de Subotički bulevar (le « boulevard de Subotica »).
Le quartier est ainsi entouré par ceux de Novo naselje (Bistrica) et de Satelit au nord, d'Adamovićevo naselje et Liman IV à l'est, de Kameničko ostrvo au sud et d'Adice à l'ouest. Il est séparé en deux parties par le Somborski bulevar (le « boulevard de Sombor ») : Telep nord et Telep sud.

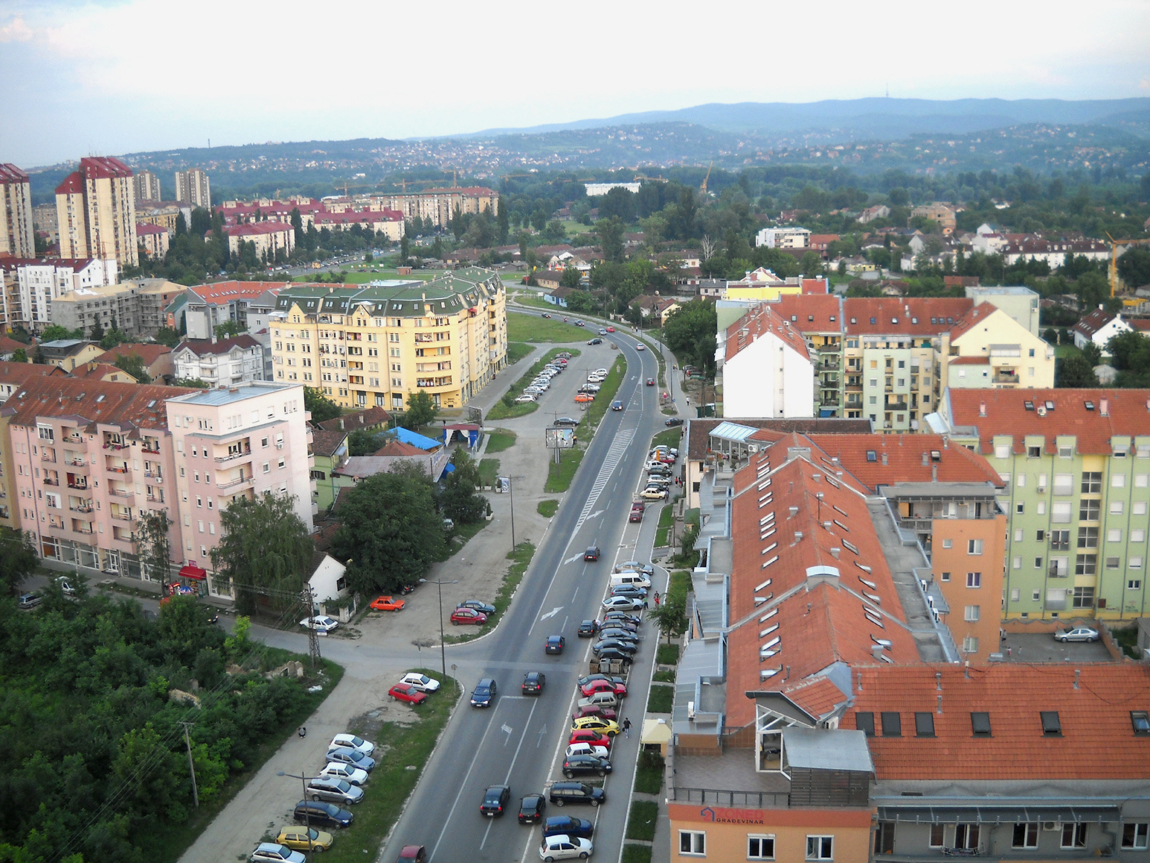
Vue du Bulevar Evrope, avec le quartier d'Adamovićevo naselje à gauche et celui de Telep à droite

Sur le plan administratif, il est subdivisé en trois communautés locales : Južni Telep, Bratstvo-Telep et Nikola Tesla-Telep.

## Histoire
Du XIIIe au XVIe siècle, un village appelé Sent Marton (Kűszentmárton) a existé à l'emplacement de l'actuel quartier.
Le quartier actuel de Telep s'est développé dans les années 1890. En 1931, il comptait environ 9 000 habitants, dont une majorité de Hongrois.

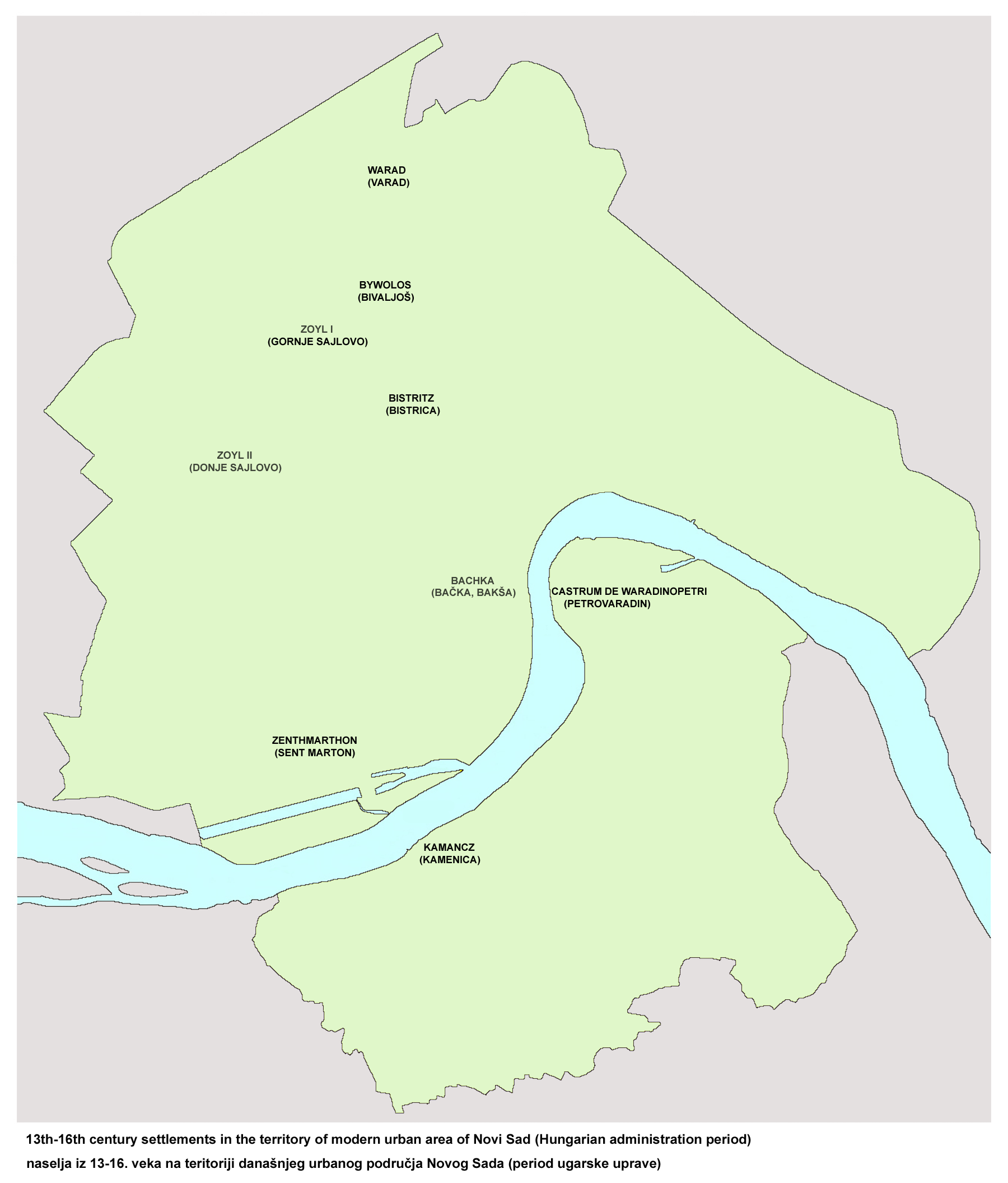
L'ancien village de Sent Marton dans l'actuelle zone urbaine de Novi Sad

## Religion et culture

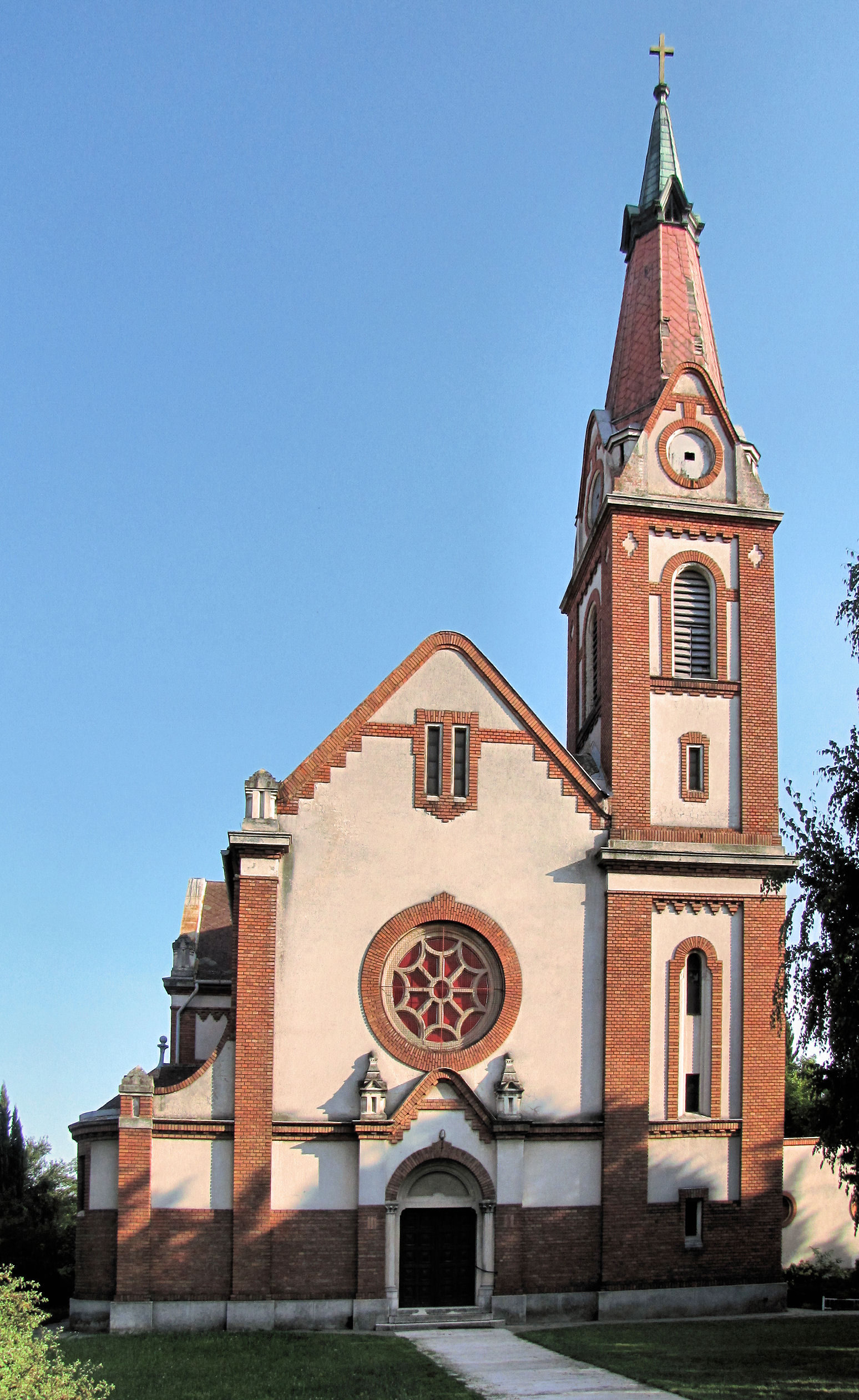
L'église paroissiale catholique Sainte-Élisabeth

Telep reste aujourd'hui le centre de la population magyare de la ville. On y trouve une église catholique, l'église paroissiale catholique Sainte-Élisabeth, qui fait partie du doyenné de Novi Sad dans le diocèse de Subotica ; la paroisse a été établie en 1956 mais l'église a été construite en 1931. Le quartier dispose aussi d'un temple calviniste. Dans les années 1990, une nouvelle église orthodoxe a été construite dans le quartier, en raison de l'accroissement de la population de cette confession.
Le centre culturel hongrois Sándor Petőfi, situé dans le quartier, a été créé en 1945.

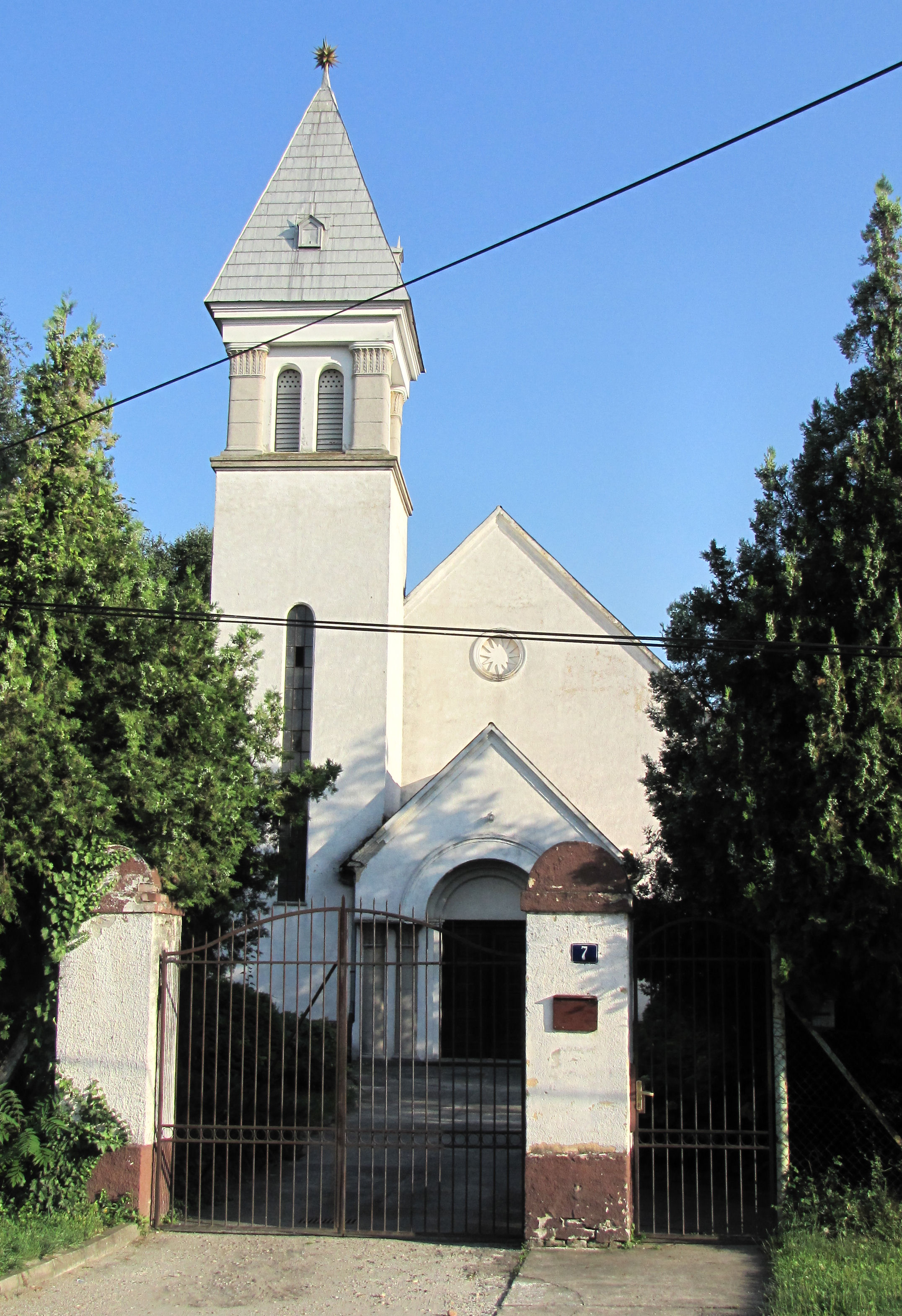
Le temple calviniste de Telep
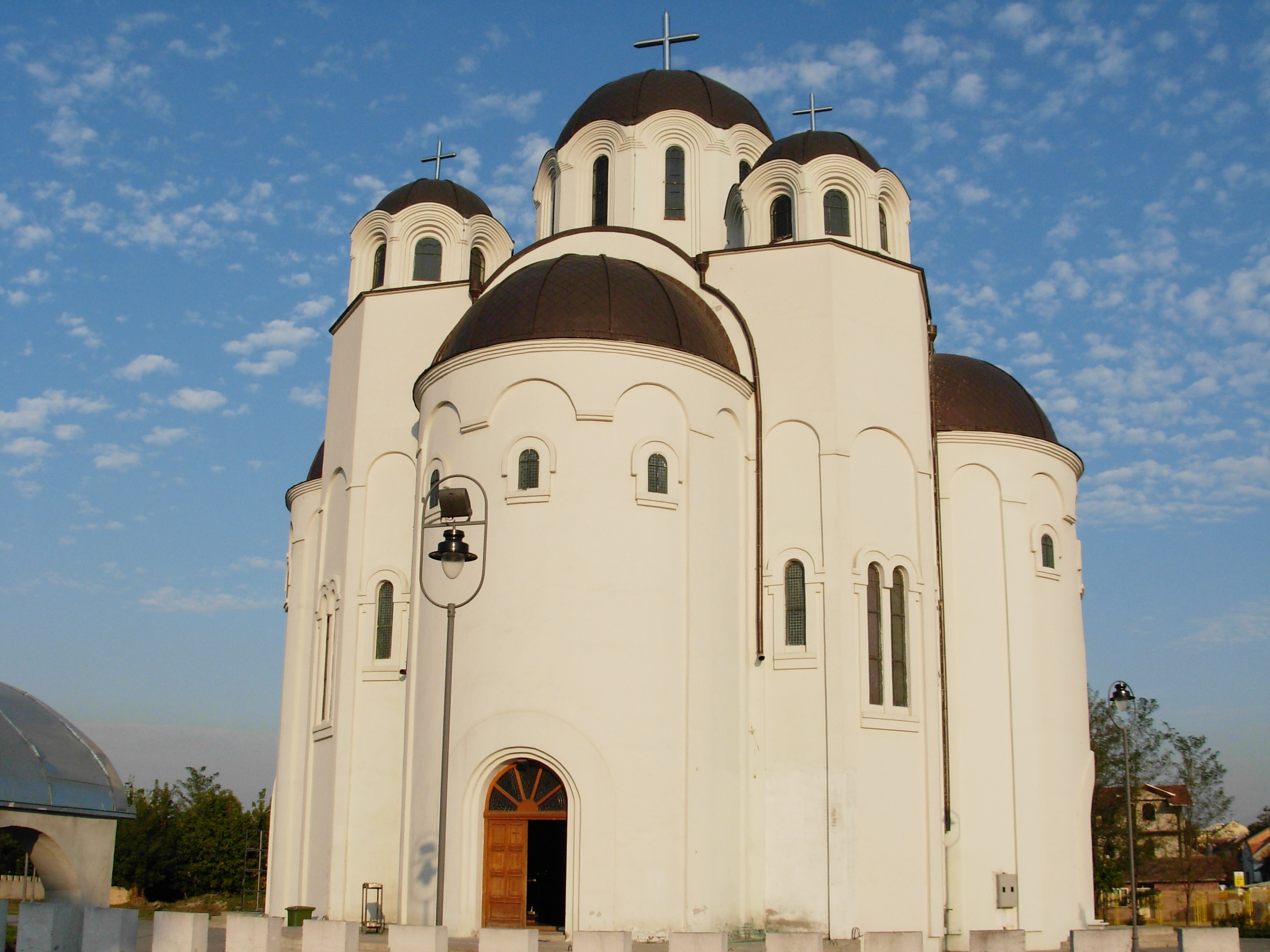
L'église orthodoxe de Telep
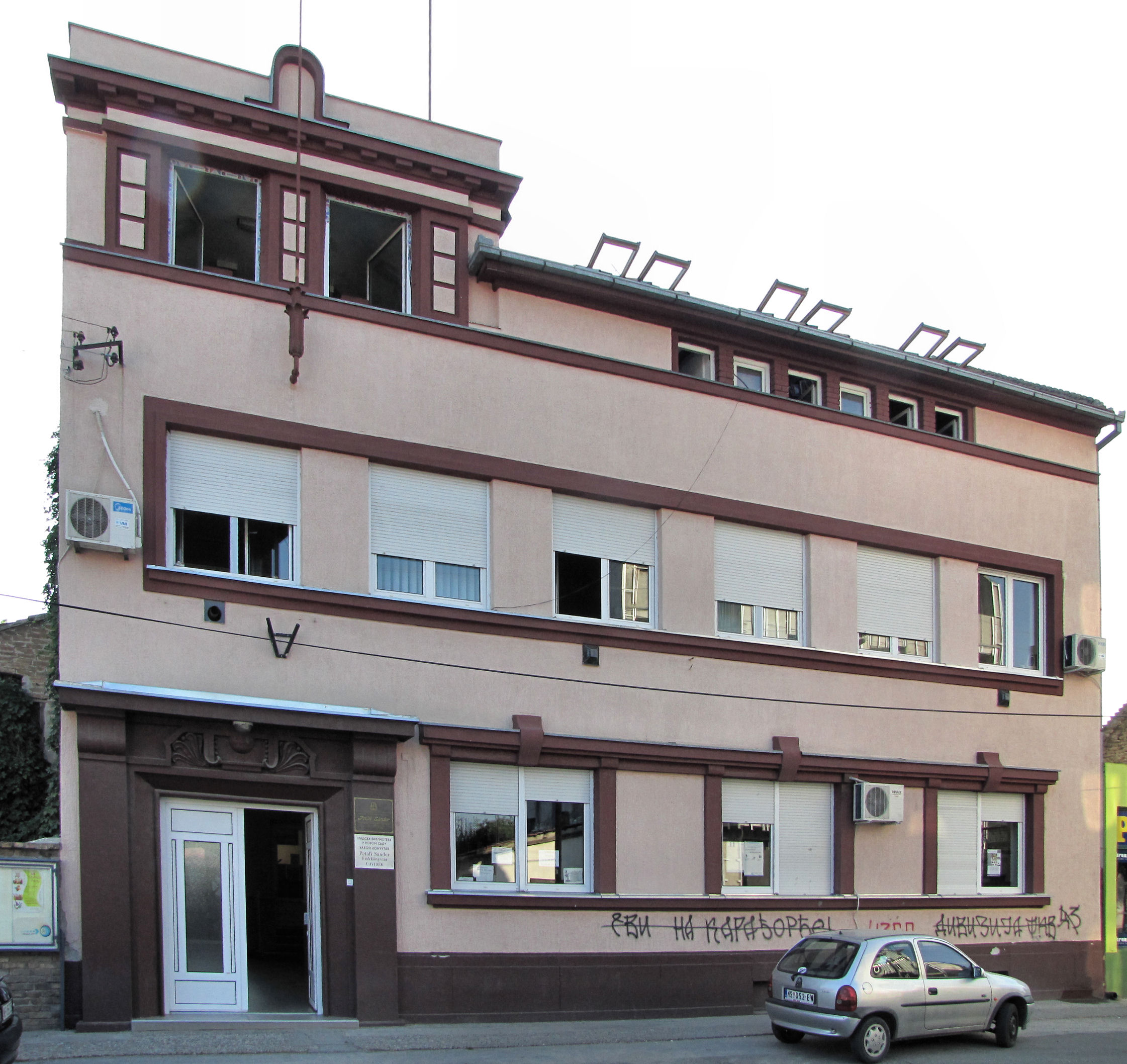
Le centre culturel hongrois Sándor Petőfi de Telep

## Éducation et santé

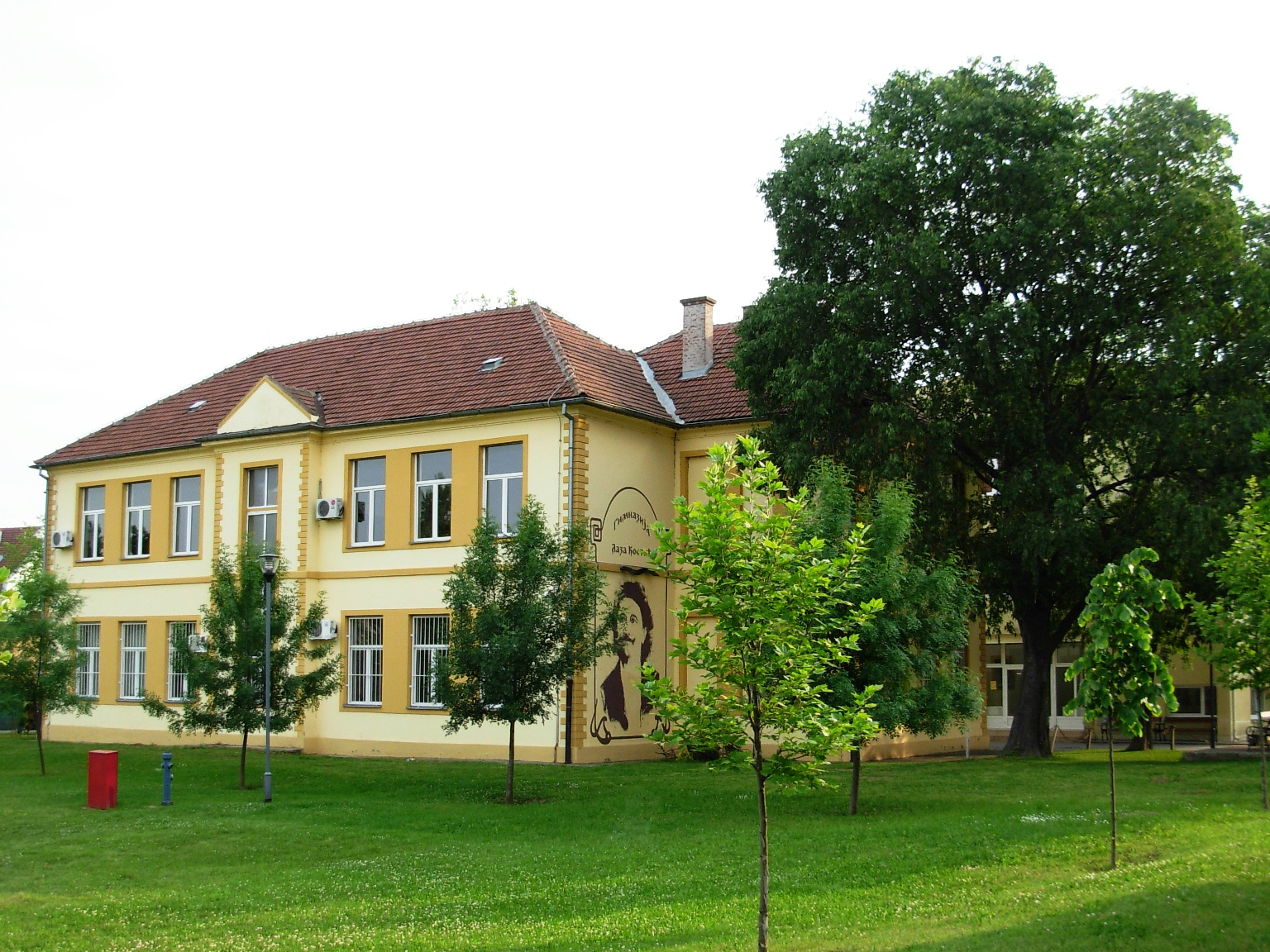
Le lycée Laza Kostić

Le quartier de Telep dispose de trois établissements scolaires principaux : l'école élémentaire Nikola Tesla, créée en 1955, l'école élémentaire Jožef Atila et le lycée Laza Kostić, créé en 1996.
Au nord de Telep se trouvent une annexe du Centre de santé de Novi Sad (28 rue Vršačka) et l'hôpital chirurgical spécial Parks (41 rue Subotička 41).

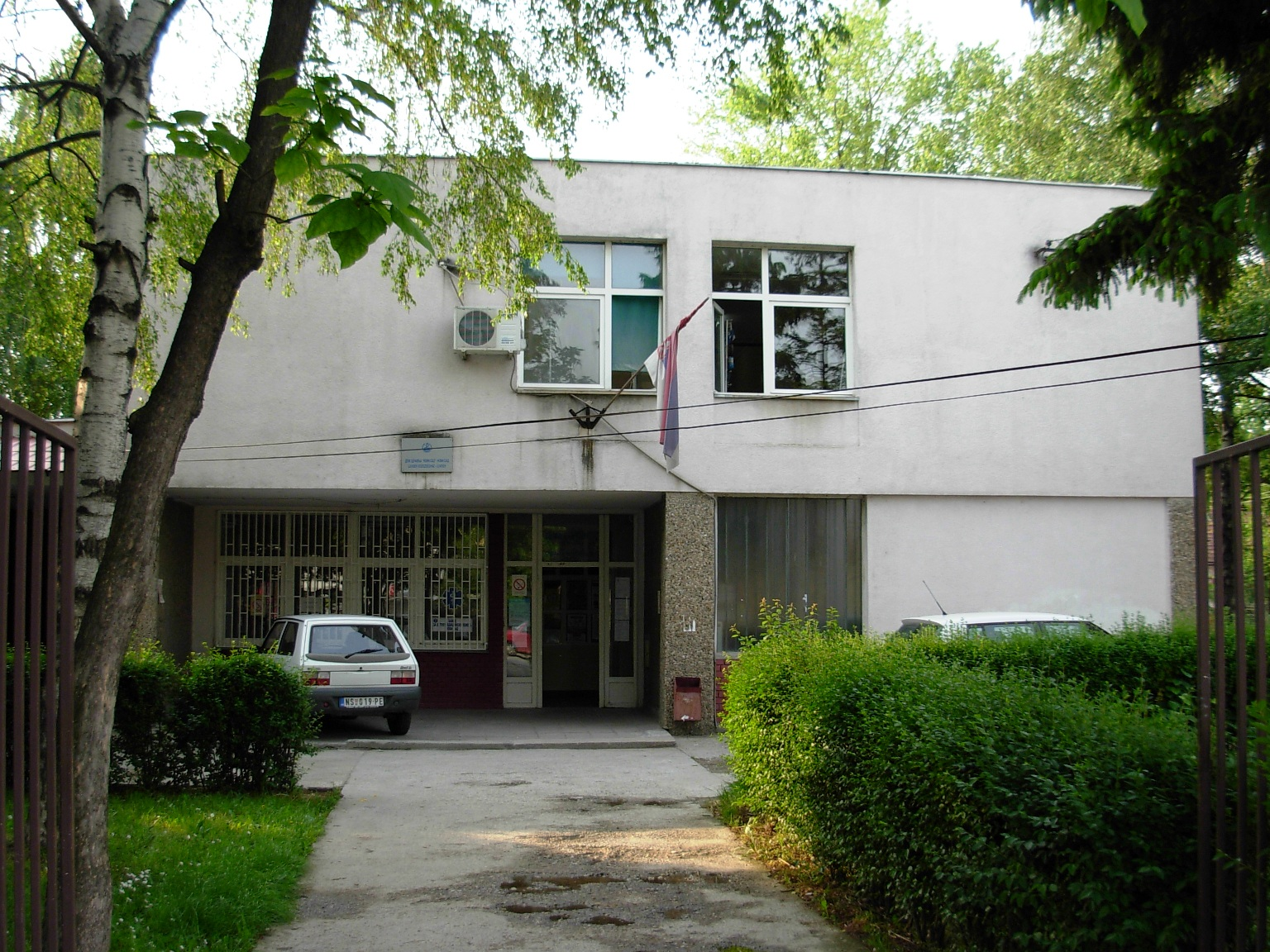
Le centre de santé Vršačka

## Économie
Dans le nord de Telep, le long du Futoški put, plusieurs entreprises sont installées comme Minakva, Novitet, Plastal ou Enterijer Janković. On y trouve aussi un supermarché Univereksport.

## Rues et transport

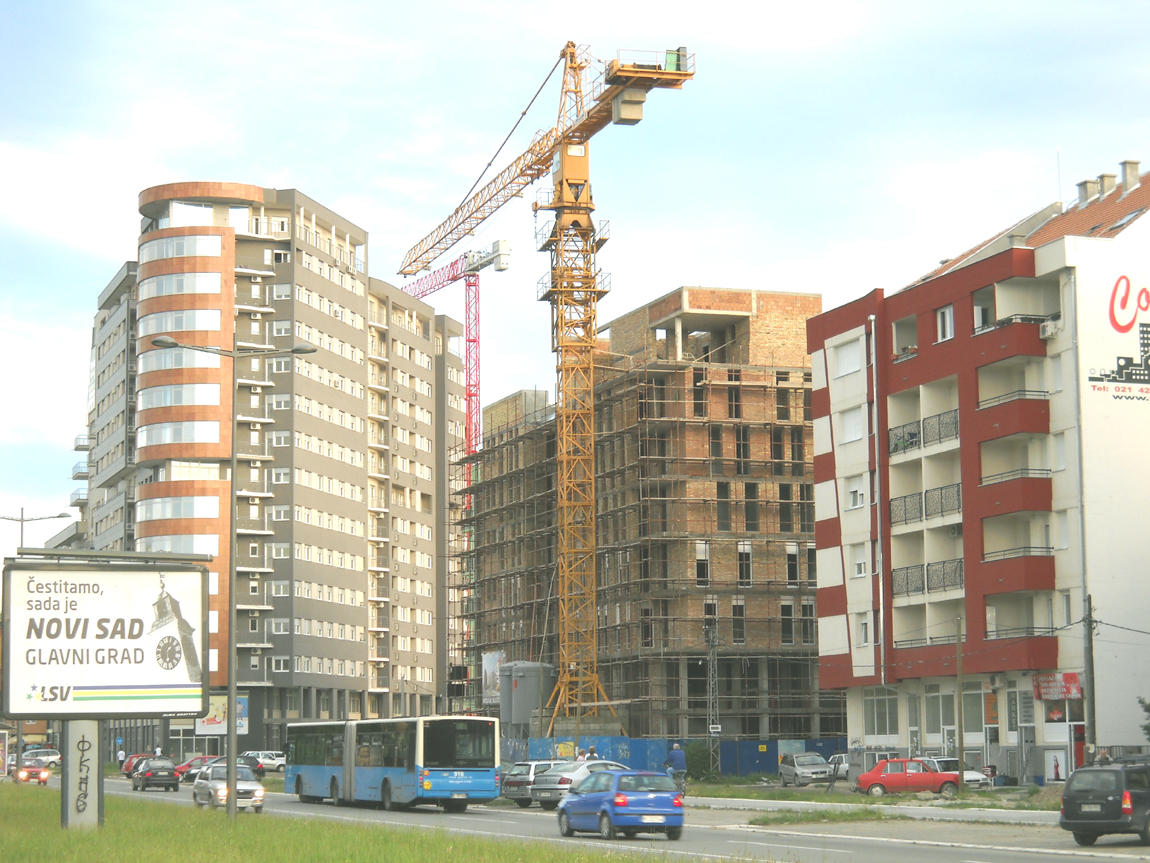
Le Bulevar Evrope

Parmi les artères les plus importantes du quartier figurent le Somborski bulevar, le Bulevar Evrope, le Futoški put et les rues Jovana Popovića, Vršačka, Petefi Šandora et Heroja Pinkija.

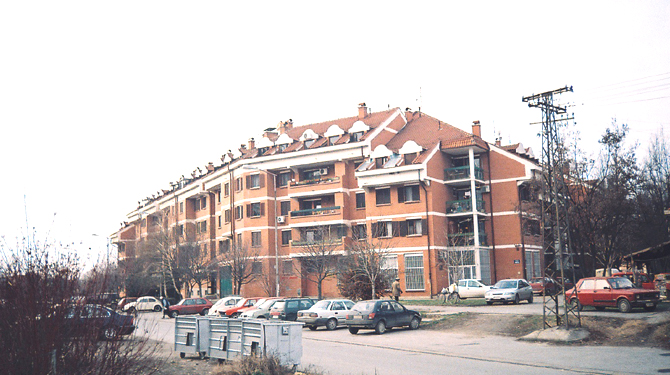
Le Somborski bulevar avant sa reconstruction

La route nationale M–7 qui va de Novi Sad à Bačka Palanka, longe la partie nord du quartier.
Parmi les lignes les plus importantes de la société de transport municipal JGSP Novi Sad desservant le quartier figurent les lignes d'autobus 6 et 12. Les lignes 2, 7 et 9 passent à côté de Telep, de même que les lignes 4, 11a, 11b et 70.